# دوري كرة القاعدة الرئيسي 2013
دوري كرة القاعدة الرئيسي 2013 (بالإنجليزية: 2013 Major League Baseball season)‏ هو الموسم 111 من  دوري كرة القاعدة الرئيسي. أقيم خلال الفترة 2013 وحتى 31 أكتوبر 2013، وكان عدد الأندية المشاركة فيه  30، وفاز فيه بوسطن ريد سوكس.